# Dieter Mennekes

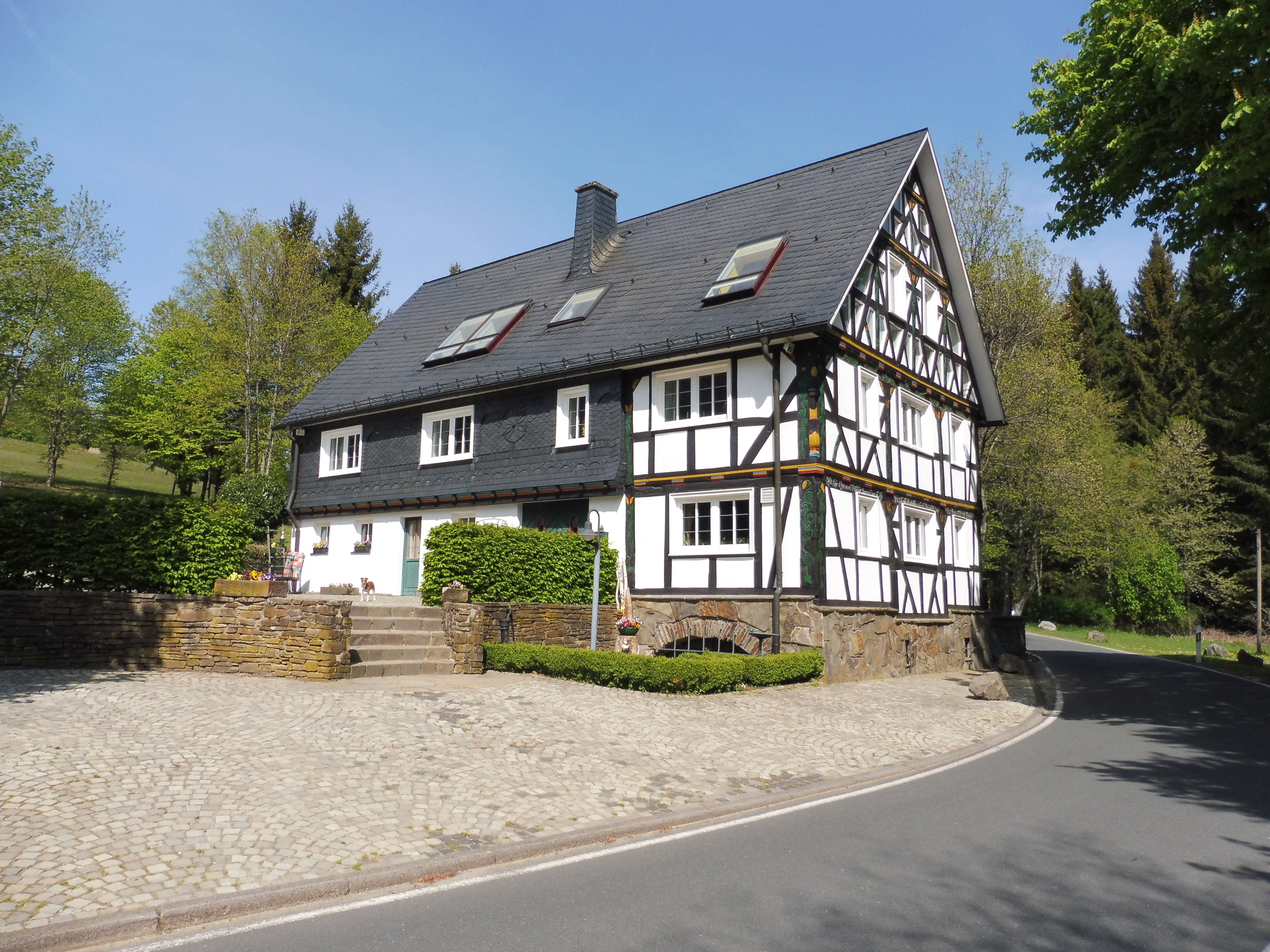
Seminarhaus Dieter-Mennekes-Umweltstiftung

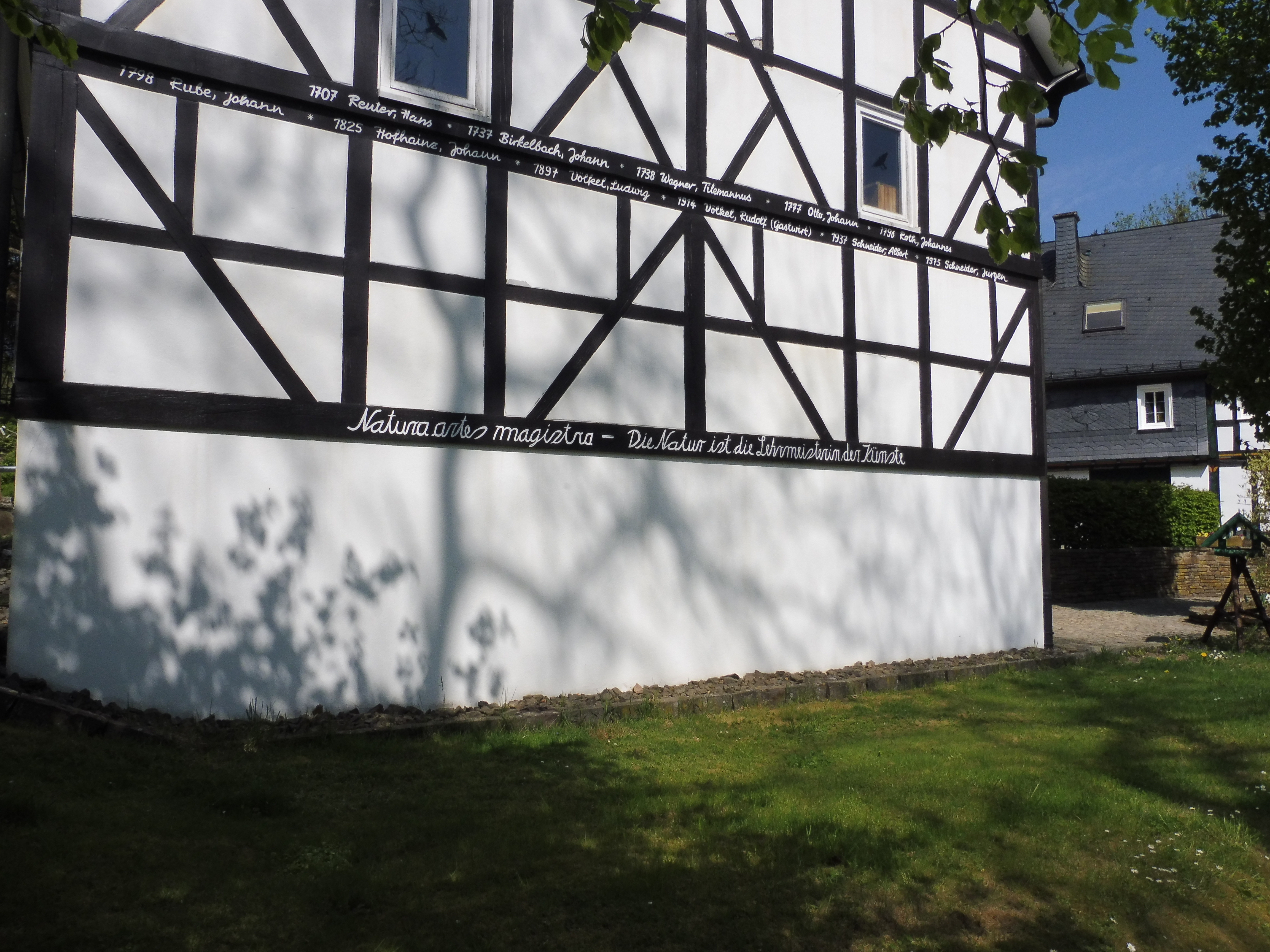
Fachwerk-Scheune Mennekes mit Wahlspruch: Natura artis magistra.

Dieter Mennekes (* 20. September 1940 in Kirchhundem; † 30. April 2020) war ein deutscher Unternehmer und Umweltschützer, der als erster privater Waldbesitzer eine größere Waldfläche zur Wildnis im Sinne des Naturschutzes deklarierte.

## Biografie
Mennekes war der älteste Sohn des Elektromeisters Aloys Mennekes (1910–1976). Fünf Jahre zuvor hatte sein Vater einen Elektrohandwerksbetrieb im Elternhaus in Hofolpe gegründet. Nach Kriegsende stellte die Firma einen patentierten elektrischen Feueranzünder sowie Stecker für verschiedene Zwecke her. Bis 1976 beschäftigte die Firma bereits 250 Mitarbeiter.
Der diplomierte Wirtschaftsingenieur übernahm 1975 zusammen mit dem jüngeren Bruder Walter Mennekes die Geschäftsführung des Betriebes und baute ihn zu einem bekannten Unternehmen der Elektrotechnik aus. Heute ist die Mennekes Elektrotechnik GmbH & Co. KG weltweit führender Hersteller von CEE-Drehstromsteckern, die 2014 einen Umsatz von 130 Mio. Euro erzielte. Dieter Mennekes schied 1992 aus der Geschäftsführung aus und verkaufte seine Firmenanteile an den Bruder Walter, der seither Eigentümer und Gesellschafter des Unternehmens ist.

### Engagement als Umweltschützer
Mennekes erwarb Waldflächen und gründete Forstbetriebe in Südwestfalen und Brandenburg mit dem Ziel, naturnahe Wälder auf einer Fläche von 3500 Hektar zu gestalten.
Mit seiner 1999 gegründeten Umweltstiftung wurde Mennekes bekannt. Durch die Investition erheblicher Teile seines Privatvermögens unterstützte er Naturschutzprojekte im Sauerland, im Wittgensteiner Land sowie in Brandenburg. Er gehörte zu den wichtigsten Unterstützern des Right Livelihood Award.
Nach der Abholzung einer Birkenallee in Würdinghausen im November 2013 besprühte Mennekes  die Fassade des Kirchhundemer Rathauses mit der Aufschrift „Birkentöter“ und bekannte sich dazu pressewirksam. Die Gemeinde Kirchhundem und Mennekes schlossen im Januar 2014 einen Vergleich, in dem er sich zur Rechtswidrigkeit seiner Tat bekannte und die Gemeinde einräumte, mit dem Kahlschlag der gesunden Bäume falsch gehandelt zu haben. Gleichzeitig einigte man sich auf eine Wiederherstellung der Allee mit Baumpatenschaften bei gegenseitiger Kostenbeteiligung.

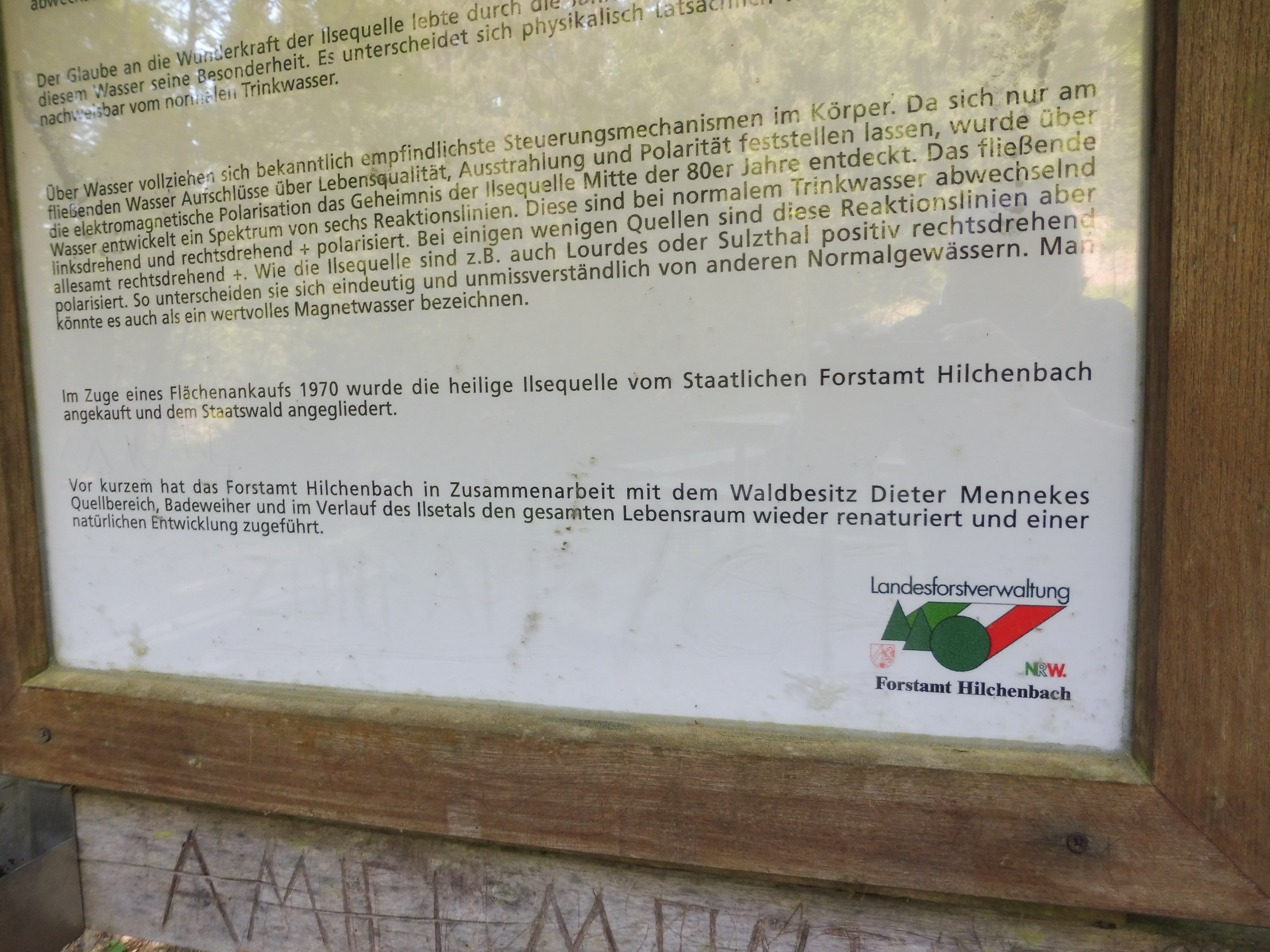
Renaturierung des Quellgebietes an der Ilse unter Mitwirkung Mennekes.

2014 deklarierte Dieter Mennekes als erster deutscher Privatwaldbesitzer seine 350 Hektar große Waldfläche Heiligenborner Wald in der Nähe des zu Bad Laasphe gehörigen Ortes Heiligenborn im Kreis Siegen-Wittgenstein zur Wildnis im Sinne des Naturschutzes. Die vertragliche Vereinbarung zwischen dem Land NRW und dem Stifter wurde am 17. April 2014 durch den damaligen Umweltminister Johannes Remmel bekanntgegeben.
Der Unternehmer formulierte den Einsatz gegen die gesundheitsschädliche Umweltverschmutzung durch das Rauchen als eines der wichtigsten Ziele seiner Umweltstiftung. Seine Umweltstiftung unterstützt eine Vielzahl von Aktivitäten, die den Einfluss der Tabaklobby auf Wissenschaft, Politik und Öffentlichkeit mindern sollen.

### Weitere Engagemente
Mennekes gehörte für die CDU für kurze Zeit dem Rat seiner Heimatgemeinde Kirchhundem an. Er war Mitgründer des Tennisclubs Rot-Weiss Kirchhundem und sorgte für den Bau einer Tennisanlage. Außerdem engagierte er sich als Gründer des Vereins Fachwerk erhalten und gestalten für den Denkmalschutz.
Er wohnte in Würdinghausen.

## Auszeichnungen
- Waldmedaille des NABU (2018)[25]